# Eleccions municipals de 2019 a Reus
Les eleccions municipals de 2019 a Reus van ser unes eleccions locals que es van celebrar el diumenge 26 de maig de 2019 a Reus, al Baix Camp, com a part de les eleccions municipals espanyoles. Es van triar els 27 regidors de l'Ajuntament de Reus.

## Sistema electoral
Les eleccions als ajuntaments de l'Estat espanyol estan fixades per celebrar-se el quart diumenge de maig cada quatre anys. El sistema electoral fa servir la regla D'Hondt amb representació proporcional, llistes tancades i una barrera electoral del 5% dels vots vàlids, que inclou els vots en blanc. La votació per a l'assemblea local es basa en el sufragi universal.
En les eleccions municipals, la circumscripció electoral és en l'àmbit municipal i el nombre d'escons (o sigui, regidors) a triar del municipi es determina en funció del nombre d'habitants censats en aquest municipi. En el cas de Reus, en tenir 71.714 persones censades, l'hi correspon 27 regidors.

## Candidatures
El 30 d'abril del mateix any, la Junta Electoral de Zona de Reus va proclamar les dotze candidatures del municipi de Reus en el Butlletí Oficial de la Província de Tarragona.
1. Junts per Reus (JxCat-JUNTS)
2. Esquerra Republicana de Catalunya-Acord Municipal (ERC-AM)
3. Partit dels Socialistes de Catalunya-Candidatura de Progrés (PSC-CP)
4. Ciutadans-Partido de la Ciudadanía (Cs)
5. Candidatura d'Unitat Popular-Alternativa Municipalista (CUP-AMUNT)
6. Ara Reus (A)
7. Partit Popular (PP)
8. En Comú Podem Reus- en Comú Guanyem (ECP -ECG)
9. Vox (VOX)
10. Entre Veïns Reus (EVR)
11. Reus per la República-Primàries (PRIMÀRIES)
12. Centro Izquierda de España (dCIDE)

## Jornada electoral

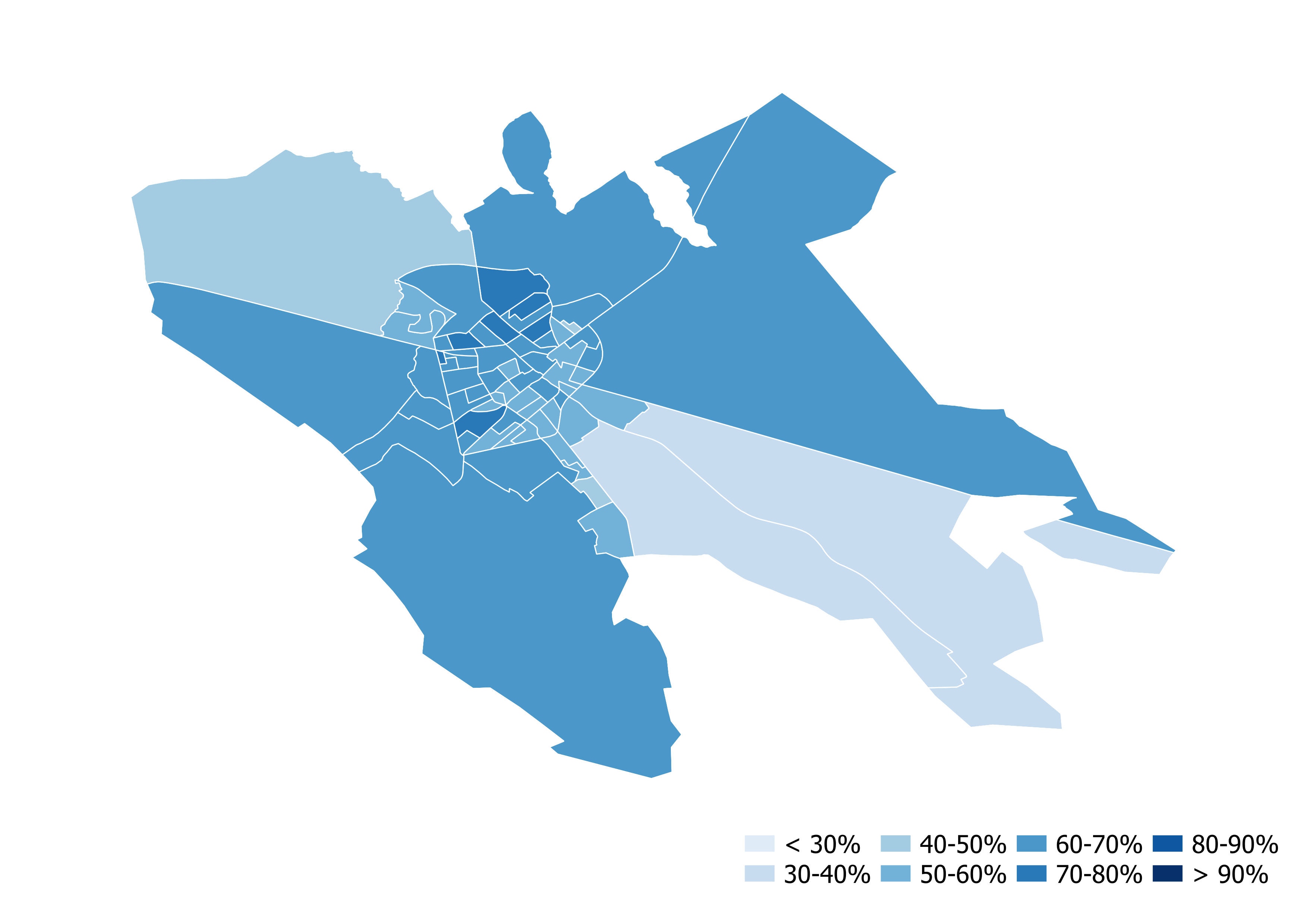
Participació per seccions

### Constitució de les meses
En aquell moment, Reus tenia una població de 103.477 habitants, dels quals 71.714 persones van ser cridades a votar a una de les urnes de les 120 meses que es van constituir al municipi.

### Participació
La participació en aquestes eleccions va ser de 60,7%, el qual cosa implica que un total de 43.530 ciutadans del municipi van decidir exercir el seu dret a vot. Comparant aquesta participació amb la mitjana catalana, Reus ha registrat una xifra pràcticament idèntica, situant-se en 4,1 punts percentuals per sota.
A continuació, es presenta una taula amb els percentatges de participació registrats a diferents hores del dia de les eleccions:
| Hores              | Reus          |
| ------------------ | ------------- |
| Participació (14h) | 35,4% ( 3,1%) |
| Participació (18h) | 47,9% ( 5,4%) |
| Participació (20h) | 60,7% ( 5,4%) |